# ルイ・ヴァイヤン

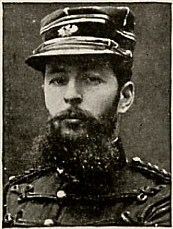
ルイ・ヴァイヤン

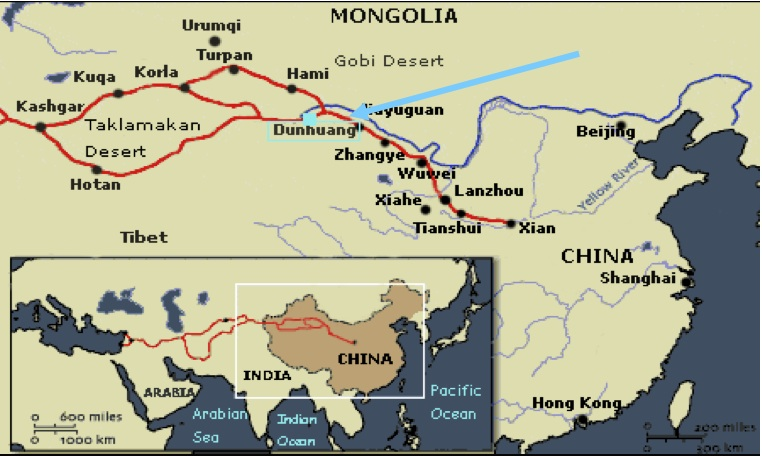
探検の旅程

ルイ・ヴァイヤン（Louis Auguste André Marie Vaillant、1876年11月26日 - 1963年）はフランスの軍医、探検家である。ポール・ペリオとともに中央アジア探検を行った。

## 略歴
パリで生まれた。父親はパリ自然史博物館の動物学の教授、レオン・ヴァイヤンである。ボルドーで医学を学び、動物毒による病変の研究で学位を得た。フランスの植民地軍の軍医となり、1905年に天文観測、地形調査、博物学学者として、東洋学者のポール・ペリオ、写真家のシャルル・ヌエットと中央アジア探検を行うことになった。モンスリーの天文台や経度局、軍の測量部隊で、測量法を学び、天測のための道具を携えて探検に臨んだ。
探検は1906年にパリを出発し、1909年10月にパリに戻った。探検の間、カシュガルから蘭州の間の2500kmの旅程で、正確な地理的位置を測定し、それまでの地図の位置の間違いを修正した。砂漠のオアシスの人文地理学の研究や、砂丘の移動の危険性を観察した。しばしばペリオらと離れ、精密な地理的研究を行い、1907年夏には天山山脈に入り、鉱物資源を調べ、翌年にはクチャ周辺などで動植物の採集も行った。
1908年に探検が終わると、西寧の仏教寺院クンブム・チャンパーリン寺を訪れた。
ヴァイヤンは探検で訪れた町で現地の人々に医療を行い、歴史家のNuma Brocはこの医療行為で現地の人々の協力を得られたことが探検の成功につながったと評価している。ヴァイヤンの探検記録は、パリ自然史博物館の紀要に掲載された。この探検の成功を受けて、フランスによるアジア探検はジュール＝レオン・デュトルイユ・ド・ランやフェルナン・グレナール（Fernand Grenard）らによって行われることになった。
その後フランス軍の軍医として働き、フランス軍のトンキン侵攻にも参加し、1922年12月レジオンドヌール勲章を受勲した。

## 著作
- Rapport sur les travaux géographiques faits par la mission archéologique d'Asie centrale (mission Paul Pelliot, 1906-1909), CTHS, 1955, p. 77-164 (avec une carte)